# Peder Lykke
Peder Lykke (* 1359; † nach 1. Mai 1436) war ein dänischer Erzbischof aus dem Geschlecht der Bille.

## Leben und Wirken
Seine Eltern waren Jon Nielsen Bille († nach 1370) und wahrscheinlich eine Schwester des Ritters Iver Lykke.
Lykke war bereits 1374 Chorherr in Roskilde. Die Einnahmen aus seinen Pfründen verwendete er zu ausgedehnten Studien im Ausland, insbesondere in Paris. Dort lernte er die damals bedeutenden Lehrer des Kirchenrechts Pierre d’Ailly und Jean Gerson kennen. Er erwarb den Magistergrad und wurde spätestens 1385 Erzdiakon im Domkapitel von Roskilde. Bischof Peder Jensen Lodehat und sein Verwandter Iver Lykke förderten ihn. Seine umfassende Ausbildung führte dazu, dass ihm die langwierigen und schwierigen Verhandlungen 1401–1405 über die Ehe Erichs von Pommern mit Philippa von England führte. 1409 wurde er Bischof in Ribe. 1414 nahm er am Konzil von Konstanz teil. Dort schloss er sich den Gegnern der päpstlichen Unfehlbarkeit an und trat für die Souveränität der Konzilien ein. Er war auch Mitglied des Ausschusses, der die Vorschläge zur Überwindung des Schismas prüfte und begleitete König Sigismund nach Frankreich, wo dieser den Papst in Avignon zum Rücktritt bewegen wollte. 1416 verließ er das Konzil und nahm in Kopenhagen an den Verhandlungen mit den Lübeckern teil, die in Konstanz Klage gegen Übergriffe König Erichs erhoben hatten. Es gelang ihm auch, König Sigismund dazu zu überreden, die Entscheidung des letzten dänischen Reichstags von 1413 in Nyborg zu akzeptieren, wonach Südjütland an Dänemark zurückgegeben wurde.
1418 wurde er auf Vorschlag des Königs zum Erzbischof von Lund gewählt. Dabei gelang es ihm, für sich und seine Nachfolger die Annaten von 4.000 Gulden auf 2.000 Gulden herabsetzen zu lassen. Der Papst gestattete ihm 1419 auch, in Skandinavien eine Universität nach dem Vorbild von Paris zu gründen. Doch die Gründung der Universität Rostock im gleichen Jahr vereitelte diesen Plan.
Der Erzbischof war der eifrigste Verfechter des Konziliarismus in Dänemark. Er berief 1425 die letzte katholische Provinzialsynode in Dänemark ein. Dort ließ er Vorschriften absegnen, die seine bischöfliche Macht insbesondere gegen die Ordensgeistlichkeit stärken sollten. Hinzu kamen Vorschriften über die Kirchenzucht, die Gottesdienstordnung und die Lebensführung der Priester. Er förderte den Marienkult. Die dort erlassenen Vorschriften galten in der dänischen Kirche bis zur Reformation. Außerdem nahm er aktiv an den Vorbereitung zur Unionskonferenz 1436 teil, gab aber im Frühjahr dieses Jahres sein Amt auf – offenbar aus Gesundheitsgründen, denn er starb bald darauf.